# Råtallolja
Råtallolja är en mörkbrun, trögflytande och svavelhaltig vätska som erhålls i samband med tillverkning av pappersmassa genom sulfatprocessen. Råtallolja kan raffineras till flera olika substanser och kan också användas som ersättning för fossil eldningsolja som bränsle i värmepannor.

## Tillverkning
Råtallolja framställs från råtallsåpa, som utvinnes ur sulfatmassaindustrins restavlutar (svartlut) från kokprocesserna. Svartlut erhålls vid tillverkning av pappersmassa enligt kraft- eller sulfatprocessen och utgörs av de förbrukade kokkemikalierna samt från veden utlöst vedsubstans. Råtalloljan härrör från hartsämnena (kådämnena) eller de så kallade extraktivämnena i vedråvaran och benämns råtallolja oavsett vilket vedslag råvaran består av.
Utvinningen går så till att råtallsåpa, bl.a. bestående av natriumtvålar av organiska syror, först avskiljs i luttankar vid indunstning av den förbrukade kokvätskan - den så kallade svartluten. Såpan separeras från svartluten i luttankarna beroende på begränsad löslighet och lägre densitet och dekanteras av. 
Råtallsåpan behandlas sedan med svavelsyra eller s.k. restsyra från klordioxidtillverkning för att de olika organiska syrorna ska återbildas från natriumtvålformen. Omvandlingen från såpa till tallolja genomförs i allmänhet hos sulfatmassabruken medan vidareförädling görs vid andra enheter än hos bruken. Tallolja från lövved har generellt låg kvalitet och vid bruk som endast tillverkar lövvedsmassor brukar man bara bränna såpan i sodapannorna tillsammans med den indunstade svartluten.
Tallved ger störst mängd tallolja med upp till ca 50 kg per ton massa, eller ca 25 kg per ton (torr) ved. Granved ger drygt hälften så mycket tallolja som tallved. Lövved däremot ger undermålig kvalitet av tallolja och sådan tallolja vidareförädlas inte. För bruk som tillverkar både barrvedsmassa och lövvedsmassa erhålls en blandning av olika tallsåpor i svartluten och den tillverkade talloljan får lägre kvalitet än vid utnyttjande av enbart barrved i massaproduktionen och utbytet räknat som kg tallolja per ton massa sjunker.

## Innehåll
Råtallolja innehåller värdefulla kemiska substanser, som kan vidareförädlas genom destillation till olika komponenter och till bränsleadditiv eller "gröna" kemikalier. Det mesta av råtalloljan utnyttjas på detta vis. Talloljans beståndsdelar kan delas upp i följande kategorier: Fettsyror, hartssyror och neutralämnen samt små mängder lignin. 
Genom destillation kan råtalloljan delas upp i följande fraktioner: tallfettsyra, tallharts och beckolja. Den sistnämnda fraktionen består i huvudsak av s.k. neutralämnen, som t.ex. högre alkoholer och dessas estrar.

## Användning
Efter hydrogenering (vid över 380 °C) av fördestillerad råtallolja på ett raffinaderi, då svavel, kväve och syre avlägsnas, kan delar av råtalloljan användas som tillsats i fossil dieselolja för att minska utsläppen av fossil koldioxid, höja dess cetantal och öka den förnybara andelen i fossila drivmedel. En nackdel i fordonssammanhang är bl.a. att talldieseln utan föregående isomerisering inte fungerar lika bra som fossil-diesel vid låga vintertemperaturer.
Tallfettsyran kan, som alternativ till lågvärdiga animaliska fettsyror (talg), användas för tillverkning av biologiska smörjoljor, alkydfärger, tvättmedel, och hushållssåpa. Tallhartset (kolofonium) kan användas som råvara vid tillverkning av papperslim, till bindemedel i tryckfärg, och till klister i tejp och i smältlim. Ur tallbeckoljan kan utvinnas värdefulla växtsteroler som användes i livsmedel och läkemedelsberedningar. Resterande beckolja kan användas som bränsle i till exempel värmeverk och värmekraftverk och också i sulfatfabrikernas mesaugnar.
Världens största förädlare av råtallolja är Arizona Chemical. 
Sun Pine AB i Piteå raffinerar bland annat talloljediesel ur råtallolja för inblandning i dieselbränsle hos Preem i Lysekil och Göteborg.
UPM-Kymmene har sedan 2014 ett råtalloljeraffinaderi för produktion av talldiesel från råtallolja i drift i Villmanstrand i Finland.

## Benämning
Prefixet "tall" i tallolja har lånats från svenskan till det engelska språket där råtallolja benämns "crude tall-oil" (CTO). Tallfettsyra benämns "tall-oil fatty acid" (TOFA), medan tallharts kallas "tall-oil resin" (TOR).
I svenskt språkbruk används begreppet "tvål" som beteckning på ett metallsalt av natrium, och begreppet "såpa" som beteckning på ett metallsalt av kalium. Inom massaindustrin används dock begreppet "tallsåpa" eller bara "såpa" synonymt med tvålar av natrium.